# Scho-Ka-Kola

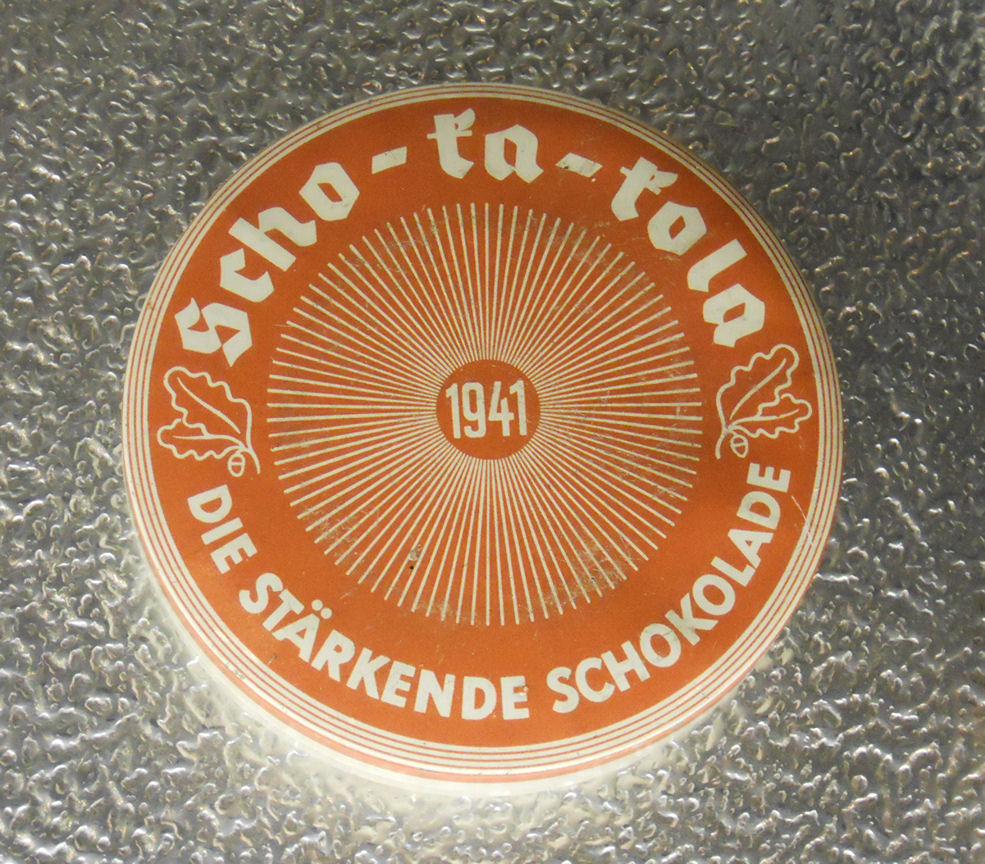
Original-Dose von 1941

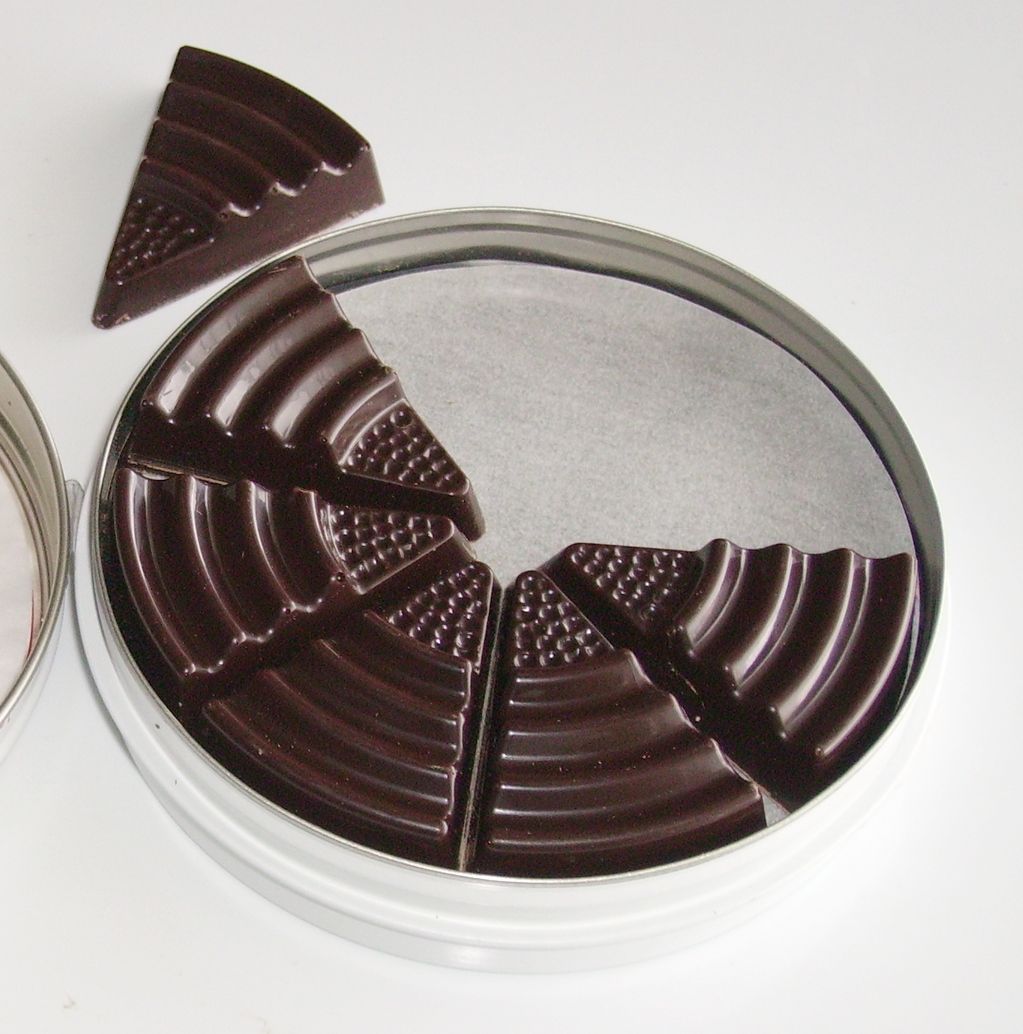
Das Produkt in Achtelstücken

Scho-Ka-Kola ist ein Markenname für stark koffeinhaltige Schokoladen. Umgangssprachlich ist die Bezeichnung Fliegerschokolade bis heute populär. Die Schokoladen haben einen Koffeingehalt von etwa 0,2 Prozent, der sich aus dem Kakaogehalt von 58 Prozent und der Beimischung von 2,6 Prozent geröstetem Kaffee sowie 1,6 Prozent Kolanusspulver ergibt. Verkauft wird die Schokolade portioniert in Form von Tortenstücken in rot-weißen (für Zartbitterschokolade) oder blau-weißen (für Vollmilchschokolade) runden Blechdosen. Rezeptur und Gestaltung wurden seit Einführung der Schokolade nur geringfügig verändert.

## Geschichte
1935 wurde die Rezeptur von Scho-Ka-Kola in Berlin von der Firma Hildebrand, Kakao- und Schokoladenfabrik GmbH erfunden und im darauf folgenden Jahr anlässlich der Olympischen Sommerspiele 1936 als „Sportschokolade“ eingeführt. Sie wurde auch im großen Stil vom Schokoladenhersteller Sprengel  in Hannover produziert, der deswegen 1936 als für die Wehrwirtschaft wichtiger Betrieb anerkannt wurde. Seit dem Zweiten Weltkrieg wird sie umgangssprachlich als „Fliegerschokolade“ bezeichnet, da sie Bestandteil der Luftwaffenverpflegung war:

„Scho-Ka-Kola in jeder ‚Kiste‘

Solche Ascorbinsäuredrops bekommen auch unsere Flieger mit, wenn sie zum Feindflug starten. Denn solch ein Flug ist nicht nur eine gefährliche, sondern auch eine anstrengende Angelegenheit. Es gibt da eine ganze Reihe von Dingen, die unsere Flieger bei besonderem Einsatz mitnehmen. […] Vor allem das Scho-Ka-Kola. Es enthält Koffein, Schokolade und Kolabestandteile.“

Scho-Ka-Kola gehörte aber auch zur Verpflegung anderer Waffengattungen, z. B. der U-Bootbesatzungen oder des Heeres. In diesem Zusammenhang spielt sie auch eine tragende Rolle in dem Kinofilm Rosen für den Staatsanwalt von 1959.
1969 übernahm Hans Imhoff die Hildebrand Kakao- und Schokoladenfabrik GmbH. Dieser kaufte 1971 die Stollwerck AG von der Deutschen Bank, so dass der Vertrieb im Anschluss über Stollwerck erfolgte. Im Jahr 2005 übernahm die Scho-Ka-Kola GmbH mit Sitz in Norderstedt alle Markenrechte, Rezepturen sowie den Vertrieb. Der erste Eintrag der Scho-Ka-Kola GmbH im Handelsregister stammt vom 19. September 2006. Durch Beschluss der Gesellschafterversammlung wurde dieses Unternehmen am 13. Februar 2017 liquidiert. Anschließend gingen die Markenrechte, Rezepturen und die Distribution von Scho-Ka-Kola in das Eigentum der Genuport Trade GmbH über, die ebenfalls in Norderstedt ansässig ist.

## Sonstiges
- Neben der gebräuchlichen Zartbitterschokolade in rot-weißer Dose gibt es auch eine Vollmilchvariante in blau-weißer Dose, und es gab die Sorte Vollmilch-Nuss in einer grün-weißen Dose.
- Bis 2007 bestand die Schokolade aus zwei runden Tafeln, die wie eine Torte geprägt waren und die man zum Verzehr zurechtbrechen musste. Heute sind die Segmente bereits voneinander getrennt.
- Zwischenzeitlich war die Schokolade auch als rechteckige Tafel in gewöhnlicher Papierverpackung erhältlich.
- Eine Dose à 100 g hat einen Koffeingehalt von etwa 200 mg. Da eine Dose 16 Ecken (zwei Lagen à acht Ecken) enthält, hat eine Ecke einen Koffeingehalt von ca. 12,5 mg Koffein.
- Auf der Dose steht: „8 Ecken Scho-Ka-Kola enthalten etwa so viel Koffein wie eine Tasse Kaffee“. Diese Menge entspricht damit auch in etwa dem Koffeingehalt eines Energydrinks (80 mg pro Dose à 250 ml). Eine frühere Verpackungsaufschrift lautete: „4 Ecken Scho-Ka-Kola enthalten etwa soviel Koffein wie ein starker Espresso“ (ca. 50 mg).
- Ein weitverbreiteter Irrtum ist, dass Scho-Ka-Kola früher Methamphetamin enthielt. Der ist auf die umgangssprachliche Bezeichnung Fliegerschokolade zurückzuführen, was einen Bezug zum auch Panzerschokolade genannten Pervitin nahelegt. Jedoch wurde Pervitin in der Luftwaffe als Fliegermarzipan bezeichnet.[6]
- Das Design der kleinsten Gesundheits-Pickups im Ego-Shooter Call of Duty 2: Big Red One basiert auf dem Aussehen der rot-weißen Metalldosen von Scho-Ka-Kola. Im Spiel steht auf der Verpackung allerdings "Chok-Ca-Cola" mit dem Untertitel "Die stärkende Schokolade".[7]

## Ähnliche Produkte

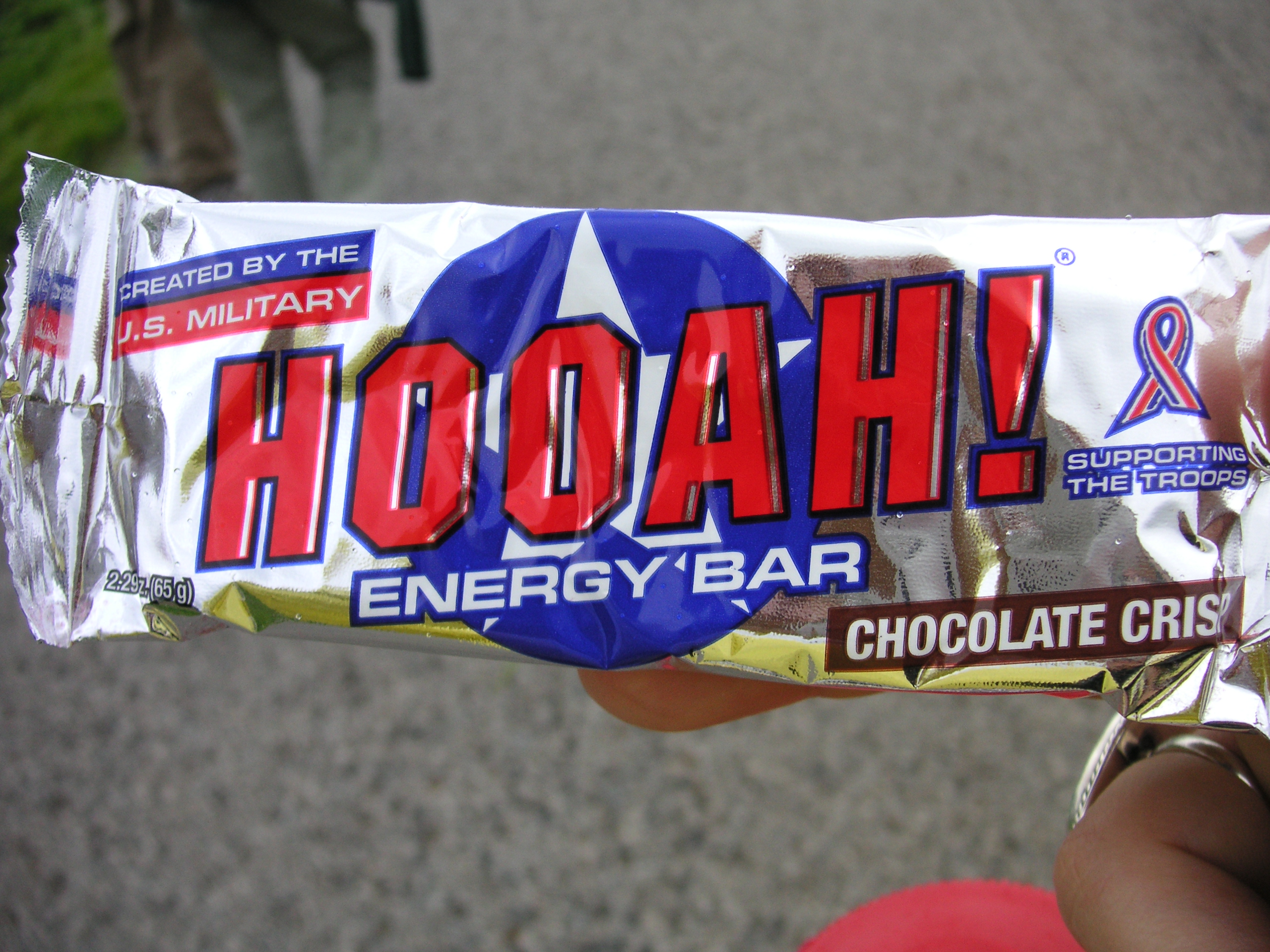
Hooah! Energy-Bar der US-Streitkräfte

- Die Schweizer Schokolade Royal Army mit Guarana-Extrakt ist in Tafeln à 50 Gramm in verschiedenen Sorten (Dunkle Schokolade mit Cornflakes, Milchschokolade, Weiße Schokolade mit Kokosflocken) erhältlich.[8][9]
- Bei den US-Streitkräften wurden Energierationen ausgegeben, die als Soldier-Fuel und als Hooah! bar bekannt wurden.
- 2013 brachte Red Bull ein Schokoladenprodukt mit ähnlicher Rezeptur und ähnlichem Design unter dem Namen Red Bull Fliegerschokolade auf den Markt. Hier hängen die acht einzelnen Stücke der beiden tortenähnlichen Lagen fest miteinander zusammen, ähnlich wie dies auch ursprünglich bei Scho-Ka-Kola der Fall war.